# Fælledparken
Le Fælledparken est le plus grand parc urbain dans la ville de Copenhague au Danemark avec une superficie de 56 hectares. Il a été créé entre 1906 et 1914 par le paysagiste Edvard Glæsel et la municipalité de Copenhague, sur les anciennes communes de Nørrefælled et de Østerfælled.